# Veronikas dubbelliv
Veronikas dubbelliv är en fransk-polsk film från 1991 regisserad av Krzysztof Kieślowski. 
Filmen handlar om de känslomässiga banden mellan två kvinnor, polska Weronika och franska Véronique (båda spelade av Irène Jacob) som tycks leva parallella liv. De är födda på samma dag, är båda vänsterhänta, har samma passion för musik och lider av samma hjärtsjukdom. De har aldrig träffats, men när Weronika plötsligt avlider förändrar det livet för den andra Véronique.
Filmen vann tre priser vid Filmfestivalen i Cannes 1991 och blev nominerad till Guldpalmen. Den hade svensk premiär den 20 september 1991.

## Rollista
- Irène Jacob: Weronika / Véronique (med Anna Gornostajs röst för den polska dialogen)
- Halina Gryglaszewska: Weronikas faster
- Kalina Jędrusik: Den eleganta kvinnan
- Aleksander Bardini: Dirigenten
- Władysław Kowalski: Weronikas far
- Guillaume De Tonquédec: Serge
- Jerzy Gudejko: Antek
- Philippe Volter: Alexandre Fabbri
- Bruce Schwartz: dockspelaren

För rollerna som Véronique och hennes älskare Alexandre, hade Kieślowski från början tänkt sig den amerikanska skådespelerskan Andie MacDowell och den italienske filmregissören Nanni Moretti.